# Stenoxenus pauliani
Stenoxenus pauliani är en tvåvingeart som beskrevs av Vattier och Adam 1966. Stenoxenus pauliani ingår i släktet Stenoxenus och familjen svidknott.
Artens utbredningsområde är Kongo. Inga underarter finns listade i Catalogue of Life.